# Провінція 1 Єпископальної церкви США

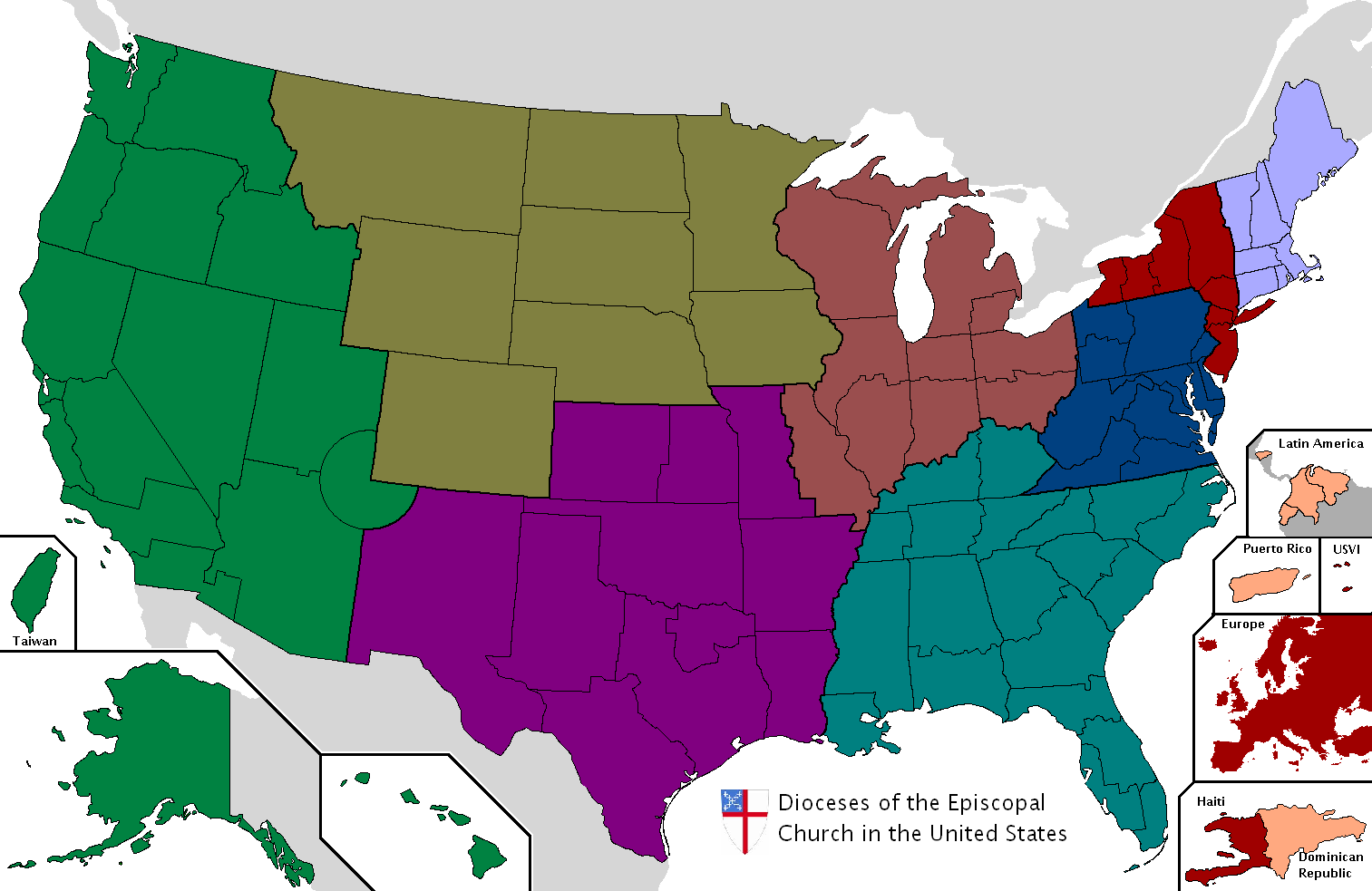
Провінція I на карті Єпископальної церкви

Провінція 1 (I) є однією з дев'яти церковних провінцій, складових Єпископальну церкву Сполучених Штатах Америки. Вона складається з семи дієцезій Новій Англії, включає в себе як найбільший за кількістю членів діоцез Массачусетса, так і найстаріший — діоцез Коннектикута.

## Діоцези
- Діоцез Коннектикута
- Діоцез Мена
- Діоцез Массачусетса
- Діоцез Нью-Гемпшира
- Діоцез Род-Айленда
- Діоцез Вермонта
- Діоцез Західного Массачусетса